# Păulian
Păulian – wieś w Rumunii, w okręgu Arad, w gminie Buteni. W 2011 roku liczyła 317 mieszkańców. 